# 347 Паріана
347 Паріана (347 Pariana) — астероїд головного поясу, відкритий 28 листопада 1892 року Огюстом Шарлуа у Ніцці.